# Camp de travail de Kailis
Le camp de travail de Kailis (kailis signifie fourrure en lituanien ) est un camp de travail forcé pour juifs sous le contrôle des autorités d'occupation nazie à Vilnius en Lituanie occupée pendant la Seconde Guerre mondiale.
Avant le début de la guerre, ce camp était une usine de fourrure et de cuir de la Seconde République polonaise. Pendant l'occupation, ce camp de travail produisait principalement des vêtements d'hiver pour l'armée allemande. À son apogée, après la liquidation du ghetto de Vilnius en septembre 1943, ce camp de travail abritait environ 1 500 juifs. Le camp fut ensuite liquidé et ses travailleurs exécutés à Ponary le 3 juillet 1944, à peine dix jours avant que l'Armée rouge ne s'empare de la ville au cours de l'offensive de Vilnius.

## Établissement
La plupart des ateliers et usines de fourrure et de cuir de Vilnius appartenaient à des Juifs. Après l'occupation soviétique des pays baltes en juin 1940, les entreprises privées dont ces usines de fourrures, sont nationalisées par l'Union soviétique. Les trois fabriques de fourrures (Furs, Nutria,  et Ursus) sont regroupées et fusionnées en une seule fabrique de fourrures. L'usine était située derrière la mairie de Vilnius.  Presque immédiatement après l'invasion allemande de l'Union soviétique en juin 1941, l'usine reçut l'ordre de produire des vêtements d'hiver pour la Wehrmacht. Son directeur prit des mesures pour protéger les ouvriers d'usine, pour la plupart juifs, des atrocités commises dans le ghetto de Vilna et le massacre de Ponary. Par exemple, le 9 septembre, le directeur demanda avec succès à l'administration allemande de dédier quatre maisons du ghetto aux travailleurs de Kailis.
Le 5 octobre 1941, l'usine est transférée dans les locaux d'Elektrit, entreprise productrice de poste de radio. Le déménagement est arrangé par Oscar Glik, un Juif autrichien qui a réussi à obtenir des papiers Volksdeutsche et devient plus tard directeur de l'usine. À l'époque, l'usine comptait 448 travailleurs qui vivaient avec les membres de leur famille dans deux grands bâtiments sur le site de l'usine (soit au total environ huit cents à mille personnes).  C'était un endroit relativement sûr car ces travailleurs sont parmi les premiers à recevoir des permis de travail (connus sous le nom de « Schein jaune ») qui les protégeaient des Aktions à Ponary. Les habitants du Ghetto voisin considéraient les travailleurs de Kailis comme «privilégiés» et les méprisaient.

## La période «calme»

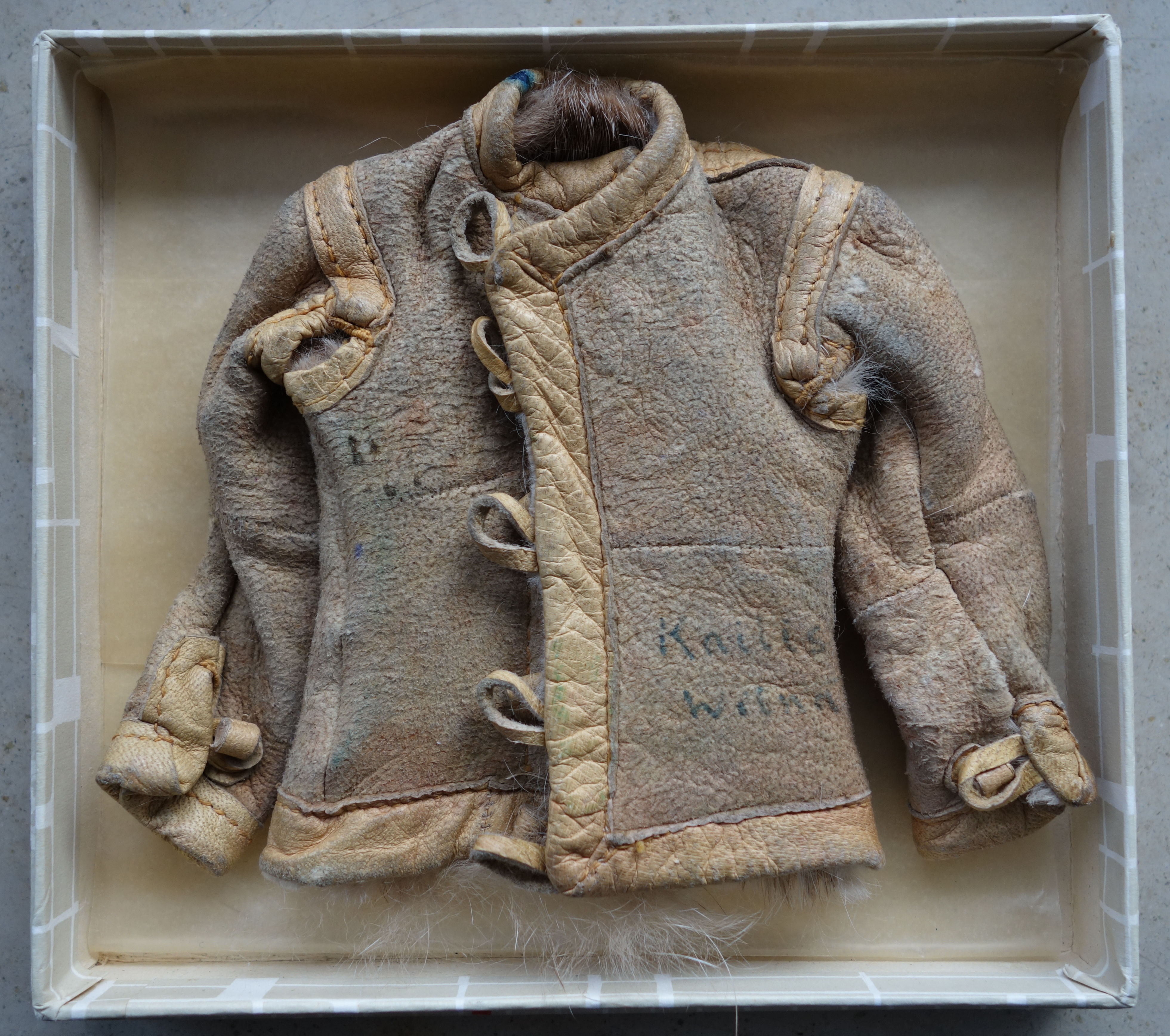
Une veste en fourrure miniature réalisée dans le camp de travail de Kailis.

Le 18 janvier 1942, l'usine subit un incendie majeur d'origine inconnue. Selon Abraham Sutzkever, il s'agissait d'une action de sabotage de résistants du Fareinigte Partizaner Organizacje (FPO, Organisation unifiée des partisans), mais Isaak Kowalski déclara qu'il s'agissait d'un accident. Au cours de l'enquête, les Allemands découvrent que Glik était juif et l' exécutent ainsi que sa femme.
En mai 1942, les Allemands effectuent un recensement dans le Generalbezirk Litauen (District général de Lituanie) du Reichskommissariat Ostland qui dénombre 1 016 personnes issues de 348 familles à Kailis. 1942 était la « période calme » qui donna l'occasion d'établir une certaine vie culturelle au camp. Les Juifs créent une école pour les enfants, une petite bibliothèque, des compétitions sportives. Le camp a alors sa propre police et sa propre clinique juive.

## Liquidation
En août-septembre 1943, le ghetto de Vilnius est liquidé et seuls les camps de travaux forcés de Kailis, HKP 562 et deux autres petits groupes  restent dans la ville. La population de Kailis augmente car de nombreux Juifs utilisent le camp comme refuge temporaire avant de trouver une meilleure cachette ou de rejoindre les partisans juifs dans les forêts. Selon Yitzhak Arad, environ six cents Juifs passent par le camp. Le 15 octobre, Bruno Kittel procède à une inspection approfondie du camp et exécute une trentaine de Juifs qui ne peuvent pas expliquer leur présence dans le camp. Ces inspections sont effectuées à plusieurs reprises. En novembre, Kailis un nouveau commandant est nommé, le SS Richter. Il institue un plus grand contrôle du camp et établit une liste de ses habitants. La liste contenait environ 1 350 noms bien qu'une centaine avait trop peur de s'enregistrer.
Le 27 mars 1944, les enfants de moins de seize ans du camp sont arrêtés lors d'une opération (Kinderaktion) commandée par Martin Weiss. Ils sont emmenés à la gare; leur sort n'est pas connu. Sans preuve concrète de leur sort, diverses rumeurs se sont propagées. Le Black Book a publié un témoignage selon lequel les enfants ont été emmenés à Cracovie où ils ont été utilisés comme donneurs de sang et de peau pour des soldats allemands blessés. Le 20 avril, quatre-vingts travailleurs de Kailis sont emmenés à Ponary pour exhumer et brûler des cadavres dans le cadre de la Sonderaktion 1005. Le 3 juillet 1944, les autres travailleurs de Kailis sont arrêtés et transportés à Ponary pour y être exécutés. Au total, environ 2 000 à 2 500 Juifs de divers camps sont exécutés à Ponary ce jour-là.